# Irländsk varghund
För andra betydelser, se Varghund.
Irländsk varghund är en hundras från Irland. Till storleken är det den största vinthunden. 

## Historia
År 391 tackar den romerske konsuln Quintus Aurelius Symmachus (ca 345-402) i ett brev för sju raggiga vinthundar från Irland. Hundarna var troligen etablerade på ön innan dess, då de förekommer i myter och berättelser från keltisk tid. Det var först under renässansen som de började omtalas som vargdödare. Rasen användes fram till 1600-talet för att jaga varg och hjort på Irland, men den intensiva jakten ledde till att vargen utrotades. Med det började också den irländska varghunden att bli allt ovanligare.
Från medeltiden till 1600-talet var varghundspar populära gåvor till furstar i övriga Europa, bland annat förekommer en varghund i Njáls saga, men när rasen minskade i antal så försökte man 1652 under Oliver Cromwells regeringstid rädda kvar de varghundar som fanns på Irland genom att förbjuda export. Vid mitten av 1800-talet var rasen så gott som utdöd. Ett upprop efter kvarvarande varghundar gjordes 1841 i en tidning. Hanhunden Bran anses vara den enda länken mellan den historiska varghunden och dagens varghund.
Den skotske kaptenen George Augustus Graham påbörjade 1862 en målinriktad avel för att återskapa rasen. För att uppnå detta korsade han in skotsk hjorthund, borzoi och grand danois. I april 1879 visades varghundarna på hundutställning för första gången och en rasklubb bildades 1885. När den irländska kennelklubben grundades 1920 blev irländsk varghund en erkänd ras. Till Sverige importerades den första irländska varghunden från Norge 1931 men aveln tog inte fart förrän på 1970-talet.

## Egenskaper
I kontrast till sin respektingivande framtoning är den irländska varghunden en lugn, vänlig och tillgiven hund.

## Utseende

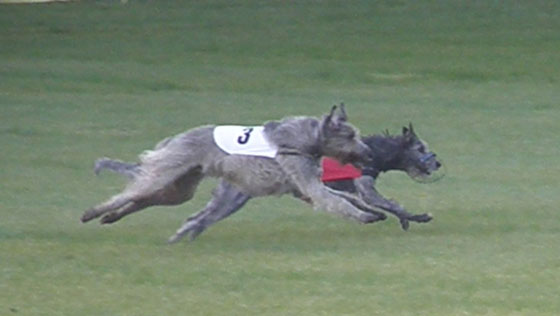
Irländska varghundar tävlar i lure coursing.

Idealhöjden för en irländsk varghundshane är 81–86 cm men i verkligheten ligger många hanar idag på en höjd kring 90 cm vid manken, minimihöjden för en hane är 78 cm. Det finns ingen idealhöjd för tikar men minimihöjden är 71 cm. En hane bör väga minst 54 kg och en tik minst 41 kg. Det finns ingen maxhöjd eller maxvikt för en irländsk varghund, men hundarna får inte bli så stora eller så tunga att det påverkar rörelserna som ska vara lätta och aktiva. Den skall vara stor, kraftfull och respektingivande, mycket muskulöst men ändå elegant byggd. 
Den vanligaste färgen är brindle, men hundarna ser ofta grå ut på grund av att täckhåren ofta blir grå eller silverfärgade. Det finns även röda, vita, vetefärgade, fawnfärgade och svarta varghundar.